# Noyers-sur-Cher
Noyers-sur-Cher es una población y comuna francesa, en la región de Centro, departamento de Loir y Cher, en el distrito de Romorantin-Lanthenay y cantón de Saint-Aignan.

## Demografía
| 636 | 744 | 762 | 908 | 1104 | 1139 | 1372 | 1372 | 1522 | 1567 |
| Para los censos de 1962 a 1999 la población legal corresponde a la población sin duplicidades (Fuente: INSEE [Consultar]) |     |     |     |      |      |      |      |      |      |

| 1679 | 1777 | 1830 | 1849 | 1921 | 1900 | 1832 | 1822 | 1946 | 1950 |
| Para los censos de 1962 a 1999 la población legal corresponde a la población sin duplicidades (Fuente: INSEE [Consultar]) |      |      |      |      |      |      |      |      |      |

| 1851 | 1773 | 1811 | 1794 | 1916 | 1876 | 1850 | 1969 | 2089 | 2261 |
| Para los censos de 1962 a 1999 la población legal corresponde a la población sin duplicidades (Fuente: INSEE [Consultar]) |      |      |      |      |      |      |      |      |      |

| 2600 | 2603 | 2602 | 2839 | 2833 | 2786 | 2773 |
| Para los censos de 1962 a 1999 la población legal corresponde a la población sin duplicidades (Fuente: INSEE [Consultar]) |      |      |      |      |      |      |

## Sitios y Monumentos
- Estación de Agua de Canal de Berry